# Linea di successione al trono della Birmania

La bandiera dalle monarchia birmana.

La linea di successione al trono della Birmania  segue il criterio della legge salica.
La monarchia in Birmania venne abolita nel 1885 a causa della sconfitta nella terza guerra anglo-birmana e in seguito venne proclamata la repubblica. Dal 2019 il pretendente al trono è il principe Soe Win discendente del Re Thibaw Min, l'ultimo Re. Un altro pretendente al trono è il principe Shwebomin.